# Meeden
Meeden est un village qui fait partie de la commune de Midden-Groningue dans la province néerlandaise de Groningue.
Meeden a été une commune indépendante jusqu'au 1er janvier 1990. Elle a fusionné avec Muntendam et Oosterbroek pour former la nouvelle commune de Menterwolde.